# Cambundi Catembo
Cambundi Catembo est une ville et une municipalité de la province de Malanje en Angola. Elle était appelé Nova Gaia jusqu’en 1975.

## Subdivisions
La municipalité de Cambundi Catembo est divisé en plusieurs communes :
- Cambundi Catembo
- Dumba Cambango
- Quitapa
- Talamungongo